# Discographie de Demis Roussos
Demis Roussos est un chanteur, auteur-compositeur et musicien grec ayant chanté dans plusieurs langues et qui, au cours de sa carrière, a réalisé au moins 293 enregistrements, dont notamment 31 albums studio, quatre albums live, 154 singles et EP, 92 compilations et un DVD.
La carrière professionnelle de Roussos débute en 1963 quand il forme le groupe We Five, avant de rejoindre plus tard The Idols comme guitariste et bassiste. Il a notamment été membre du groupe de rock Aphrodite's Child de 1966 à 1971 avant de se lancer dans une carrière solo en 1971.
Parmi les chansons les plus célèbres de Demis Roussos, figurent  We Shall Dance (sortie en single en 1971), My Reason (1972), Goodbye, My Love, Goodbye, Velvet Mornings, My Friend the Wind, Lovely Lady of Arcadia (1973), Someday, Somewhere (1974), My Only Fascination (1974), From Souvenirs to Souvenirs (1975), Quand je t'aime (1987) et On écrit sur les murs (1989).
Le chanteur a vendu plus de soixante millions de disques à travers le monde.

## Albums
Pour la discographie du chanteur au sein des groupes Aphrodite's Child, The Stormies, The Idols et We Five, voir discographie d'Aphrodite's Child.

### Albums studio
| Date                                                                           | Titre                           | Langue principale    | Meilleur classement | Meilleur classement | Meilleur classement | Meilleur classement | Meilleur classement | Meilleur classement | Meilleur classement | Meilleur classement | Meilleur classement | Certifications                                                   |
| Date                                                                           | Titre                           | Langue principale    | AUS                 | AUT                 | BEL                 | FRA                 | GER                 | NED                 | NOR                 | SUE                 | UK                  | Certifications                                                   |
| ------------------------------------------------------------------------------ | ------------------------------- | -------------------- | ------------------- | ------------------- | ------------------- | ------------------- | ------------------- | ------------------- | ------------------- | ------------------- | ------------------- | ---------------------------------------------------------------- |
| 1971                                                                           | On the Greek Side of My Mind    | Anglais              | —                   | —                   | —                   | NC                  | —                   | —                   | —                   | NC                  | —                   | - R-U : Argent                                                   |
| 1973                                                                           | Forever and Ever                | Anglais              | 11                  | 2                   | —                   | 105*                | 1                   | 1                   | 1                   | NC                  | 2                   | - ESP : Or - FRA : Or - P-B : Or - R-U : Platine - SUE : Diamant |
| 1974                                                                           | My Only Fascination (en)        | Anglais              | —                   | —                   | —                   | NC                  | —                   | —                   | 6                   | NC                  | 39                  | - FRA : Or - R-U : Or - SUE : Or                                 |
| 1974                                                                           | Auf Wiedersehn (en)             | Allemand             | —                   | —                   | —                   | NC                  | —                   | 7                   | —                   | NC                  | —                   |                                                                  |
| 1975                                                                           | Souvenirs                       | Anglais              | —                   | —                   | —                   | NC                  | —                   | 13                  | 2                   | NC                  | 25                  | - FRA : Or - R-U : Or                                            |
| 1976                                                                           | Happy to Be... (en)             | Anglais              | 57                  | —                   | —                   | NC                  | —                   | —                   | —                   | 23                  | 4                   | - R-U : Or                                                       |
| 1976                                                                           | Die Nacht und der Wein (en)     | Allemand             | —                   | —                   | —                   | NC                  | 34                  | —                   | —                   | —                   | —                   |                                                                  |
| 1977                                                                           | Kyrila – Insel der Träume (en)  | Allemand             | —                   | —                   | —                   | NC                  | 36                  | —                   | —                   | —                   | —                   |                                                                  |
| 1977                                                                           | The Demis Roussos Magic (en)    | Anglais              | —                   | —                   | —                   | NC                  | —                   | —                   | —                   | —                   | 29                  | - FRA : Or - R-U : Argent                                        |
| 1977                                                                           | Ainsi soit-il                   | Français             | —                   | —                   | —                   | NC                  | —                   | —                   | —                   | —                   | —                   | - FRA : Platine                                                  |
| 1978                                                                           | Demis Roussos (en)              | Anglais              | —                   | —                   | —                   | NC                  | —                   | —                   | —                   | —                   | —                   |                                                                  |
| 1979                                                                           | Universum                       | Différentes éditions | —                   | —                   | —                   | NC                  | —                   | —                   | —                   | —                   | —                   | - FRA : Or                                                       |
| 1980                                                                           | Man of the World (en)           | Anglais              | —                   | —                   | —                   | NC                  | —                   | 36                  | —                   | —                   | —                   |                                                                  |
| 1982                                                                           | Demis                           | Différentes éditions | —                   | —                   | —                   | NC                  | —                   | —                   | —                   | —                   | —                   |                                                                  |
| 1982                                                                           | Attitudes (en)                  | Anglais              | 44                  | —                   | —                   | NC                  | —                   | —                   | —                   | —                   | —                   |                                                                  |
| 1984                                                                           | Reflection (en)                 | Anglais              | 29                  | —                   | —                   | —                   | —                   | —                   | —                   | —                   | —                   |                                                                  |
| 1985                                                                           | Senza tempo                     | Anglais              | —                   | —                   | —                   | —                   | —                   | —                   | —                   | —                   | —                   |                                                                  |
| 1986                                                                           | Greater Love                    | Anglais              | —                   | —                   | —                   | —                   | —                   | —                   | —                   | —                   | —                   |                                                                  |
| 1987                                                                           | The Story of Demis Roussos (en) | Anglais              | —                   | —                   | —                   | —                   | —                   | 16                  | —                   | —                   | —                   | - P-B : Or                                                       |
| 1987                                                                           | Come All Ye Faithful            | Multilingue          | —                   | —                   | —                   | —                   | —                   | —                   | —                   | —                   | —                   |                                                                  |
| 1988                                                                           | Le Grec                         | Français/Anglais     | —                   | —                   | —                   | —                   | —                   | —                   | —                   | —                   | —                   | - FRA : Or                                                       |
| 1988                                                                           | Time (en)                       | Anglais              | —                   | —                   | —                   | —                   | —                   | —                   | —                   | 36                  | —                   |                                                                  |
| 1989                                                                           | Voice and Vision                | Multilingue          | —                   | —                   | —                   | —                   | —                   | —                   | —                   | —                   | —                   | - FRA : Or                                                       |
| 1991                                                                           | Photo fixe                      | Français/Anglais     | —                   | —                   | —                   | —                   | —                   | —                   | —                   | —                   | —                   |                                                                  |
| 1993                                                                           | Insight                         | Multilingue          | —                   | —                   | —                   | —                   | —                   | —                   | —                   | —                   | —                   |                                                                  |
| 1995                                                                           | Demis Roussos in Holland        | Multilingue          | —                   | —                   | —                   | —                   | —                   | —                   | —                   | —                   | —                   |                                                                  |
| 1995                                                                           | Immortel                        | Français             | —                   | —                   | 31                  | —                   | —                   | —                   | —                   | —                   | —                   |                                                                  |
| 1996                                                                           | Serenade                        | Italien/Anglais      | —                   | —                   | —                   | —                   | —                   | —                   | —                   | —                   | —                   |                                                                  |
| 1997                                                                           | Mon île                         | Français             | —                   | —                   | —                   | —                   | —                   | —                   | —                   | —                   | —                   |                                                                  |
| 2000                                                                           | Auf meinen Wegen                | Allemand             | —                   | —                   | —                   | —                   | —                   | —                   | —                   | —                   | —                   |                                                                  |
| 2009                                                                           | Demis                           | Anglais              | —                   | —                   | 35                  | 18                  | —                   | —                   | —                   | —                   | —                   |                                                                  |
| « — » indique que l'album n'est pas sorti ou ne s'est pas classé dans le pays. |                                 |                      |                     |                     |                     |                     |                     |                     |                     |                     |                     |                                                                  |

« NC » indique que le classement dans sa version actuelle a été établi ultérieurement et que les données de l'époque sont incompatibles/indisponibles.
* Classé à titre posthume en 2015.

### Albums live
| Date | Titre          | Meilleur classement |
| Date | Titre          | AUS                 |
| ---- | -------------- | ------------------- |
| 1980 | Roussos Live!  | 69                  |
| 1999 | Double Live    | —                   |
| 2006 | Live in Brazil | —                   |
| 2015 | Live           | —                   |

## Singles

### En tant qu'artiste principal
| Date                                                                             | Titre                                                                                       | Meilleures positions | Meilleures positions | Meilleures positions | Meilleures positions | Meilleures positions | Meilleures positions | Meilleures positions | Meilleures positions | Meilleures positions | Meilleures positions | Album                                           |
| Date                                                                             | Titre                                                                                       | AUT                  | BEL (Fla)            | BEL (Wal)            | ESP                  | FRA                  | GER                  | NED                  | SUI                  | UK                   | US                   | Album                                           |
| -------------------------------------------------------------------------------- | ------------------------------------------------------------------------------------------- | -------------------- | -------------------- | -------------------- | -------------------- | -------------------- | -------------------- | -------------------- | -------------------- | -------------------- | -------------------- | ----------------------------------------------- |
| 1971                                                                             | We Shall Dance                                                                              | —                    | 9                    | 13                   | 3                    | 2                    | 29                   | 4                    | —                    | —                    | —                    | On the Greek Side of My Mind                    |
| 1971                                                                             | Fire and Ice                                                                                | —                    | —                    | 47                   | —                    | —                    | —                    | —                    | —                    | —                    | —                    | On the Greek Side of My Mind                    |
| 1972                                                                             | No Way Out                                                                                  | —                    | —                    | 45                   | 18                   | 21                   | —                    | —                    | —                    | —                    | —                    | Fire and Ice (EP)                               |
| 1972                                                                             | My Reason                                                                                   | —                    | 2                    | 1                    | —                    | 2                    | —                    | 1                    | —                    | —                    | —                    | Forever and Ever                                |
| 1972                                                                             | When I Am a Kid'                                                                            | —                    | —                    | —                    | 2                    | —                    | —                    | —                    | —                    | —                    | —                    | Forever and Ever                                |
| 1973                                                                             | Le Peintre des étoiles (bande originale du feuilleton Le Jeune Fabre)                       | —                    | —                    | 2                    | —                    | 24                   | —                    | —                    | —                    | —                    | —                    | Single hors album                               |
| 1973                                                                             | Goodbye, My Love, Goodbye                                                                   | 2                    | 1                    | 1                    | 1                    | 1                    | 3                    | 2                    | 1                    | —                    | —                    | Forever and Ever                                |
| 1973                                                                             | Forever and Ever                                                                            | 4                    | 1                    | 1                    | —                    | 4                    | 26                   | 2                    | 1                    | 1                    | —                    | Forever and Ever                                |
| 1973                                                                             | Velvet Mornings                                                                             | —                    | —                    | —                    | 1                    | —                    | —                    | —                    | —                    | —                    | —                    | Forever and Ever                                |
| 1973                                                                             | My Friend the Wind                                                                          | 15                   | 1                    | 2                    | —                    | —                    | 7                    | 1                    | —                    | —                    | —                    | Forever and Ever                                |
| 1973                                                                             | Schönes Mädchen aus Arcadia (allemand) Lovely Lady of Arcadia (anglais)                     | 7 (de)               | 1 (de)               | 9 (de)               | 6 (en)               | 28 (en)              | 6 (de)               | 1 (de)               | 2 (de)               | —                    | —                    | My Only Fascination / Auf Wiedersehn            |
| 1974                                                                             | Someday, Somewhere                                                                          | 18                   | 1                    | 7                    | 1                    | 13                   | —                    | 2                    | —                    | —                    | —                    | My Only Fascination                             |
| 1974                                                                             | My Only Fascination (en)                                                                    | —                    | 11                   | 4                    | —                    | 18                   | —                    | 11                   | —                    | —                    | —                    | My Only Fascination                             |
| 1974                                                                             | Auf Wiedersehn (en)                                                                         | —                    | 19                   | —                    | —                    | —                    | —                    | 6                    | —                    | —                    | —                    | Auf Wiedersehn                                  |
| 1974                                                                             | With You (en)                                                                               | —                    | 18                   | 6                    | —                    | 36                   | —                    | —                    | —                    | —                    | —                    | Single hors album                               |
| 1974                                                                             | Manuela (en)                                                                                | —                    | —                    | —                    | —                    | —                    | 42                   | —                    | —                    | —                    | —                    | Auf Wiedersehn                                  |
| 1975                                                                             | Schön wie Mona Lisa (Wenn ich ein Maler wär') (en)                                          | —                    | —                    | —                    | —                    | —                    | 6                    | —                    | —                    | —                    | —                    | Die Nacht und der Wein                          |
| 1975                                                                             | From Souvenirs to Souvenirs                                                                 | —                    | —                    | 13                   | —                    | 11                   | —                    | —                    | —                    | —                    | —                    | Souvenirs                                       |
| 1975                                                                             | Perdóname (en)                                                                              | —                    | 5                    | 24                   | 7                    | —                    | —                    | 6                    | —                    | —                    | —                    | Souvenirs                                       |
| 1975                                                                             | Midnight Is the Time I Need You                                                             | —                    | —                    | —                    | —                    | —                    | —                    | —                    | —                    | —                    | —                    | Souvenirs                                       |
| 1975                                                                             | Sing an Ode to Love                                                                         | —                    | —                    | —                    | —                    | —                    | —                    | —                    | —                    | —                    | —                    | Souvenirs                                       |
| 1975                                                                             | Vagabund der Liebe (en)                                                                     | —                    | —                    | —                    | —                    | —                    | 22                   | —                    | —                    | —                    | —                    | Die Nacht und der Wein                          |
| 1975                                                                             | Happy to Be on an Island in the Sun                                                         | —                    | —                    | —                    | —                    | —                    | —                    | —                    | —                    | 5                    | —                    | Happy to Be...                                  |
| 1976                                                                             | Die Bouzouki, die Nacht und der Wein (en)                                                   | —                    | —                    | —                    | —                    | —                    | 43                   | —                    | —                    | —                    | —                    | Die Nacht und der Wein                          |
| 1976                                                                             | Can't Say How Much I Love You (en)                                                          | —                    | —                    | 38                   | —                    | 46                   | —                    | —                    | —                    | 35                   | —                    | Happy to Be...                                  |
| 1976                                                                             | So Dreamy                                                                                   | —                    | —                    | 35                   | 29                   | 37                   | —                    | —                    | —                    | —                    | —                    | Happy to Be...                                  |
| 1976                                                                             | Far Away                                                                                    | —                    | —                    | —                    | —                    | —                    | —                    | —                    | —                    | —                    | —                    | Happy to Be...                                  |
| 1976                                                                             | Never Say Goodbye Again                                                                     | —                    | —                    | 39                   | —                    | 36                   | —                    | —                    | —                    | —                    | —                    | Single hors album                               |
| 1976                                                                             | Komm in den Garten der tausend Melodien                                                     | —                    | —                    | —                    | —                    | —                    | —                    | —                    | —                    | —                    | —                    | Die Nacht und der Wein                          |
| 1976                                                                             | When Forever Has Gone (en)                                                                  | —                    | —                    | —                    | —                    | —                    | —                    | —                    | —                    | 2                    | —                    | The Demis Roussos Magic (EP)                    |
| 1976                                                                             | Quisiera bailar esta canción                                                                | —                    | —                    | —                    | 17                   | —                    | —                    | —                    | —                    | —                    | —                    | Single hors album                               |
| 1976                                                                             | Maybe Someday                                                                               | —                    | —                    | —                    | —                    | 45                   | —                    | —                    | —                    | —                    | —                    | Single hors album                               |
| 1977                                                                             | Because (anglais) Mourir auprès de mon amour (français) Morir al lado de mi amor (espagnol) | —                    | 26 (fr)              | 2 (fr)               | 4 (es)               | 1 (fr)               | —                    | —                    | —                    | 39 (en)              | —                    | The Demis Roussos Magic (en) Ainsi soit-il (fr) |
| 1977                                                                             | Kyrila (en)                                                                                 | —                    | —                    | —                    | —                    | —                    | 40 (de)              | —                    | —                    | 33 (en)              | —                    | Kyrila – Insel der Träume (de) Kyrila (EP) (en) |
| 1977                                                                             | Ainsi soit-il                                                                               | —                    | —                    | 9                    | —                    | 5                    | —                    | —                    | —                    | —                    | —                    | Ainsi soit-il                                   |
| 1978                                                                             | Life in the City                                                                            | —                    | —                    | NC                   | —                    | 47                   | —                    | —                    | —                    | —                    | —                    | Demis Roussos                                   |
| 1978                                                                             | That Once in a Lifetime (en)                                                                | —                    | —                    | NC                   | —                    | —                    | —                    | —                    | —                    | —                    | 47                   | Demis Roussos                                   |
| 1978                                                                             | L.O.V.E. Got a Hold of Me (en)                                                              | —                    | —                    | NC                   | —                    | —                    | —                    | —                    | —                    | —                    | —                    | Demis Roussos                                   |
| 1978                                                                             | Loin des yeux loin du cœur                                                                  | —                    | —                    | NC                   | —                    | 16                   | —                    | —                    | —                    | —                    | —                    | Universum                                       |
| 1979                                                                             | Chantez enfants du monde                                                                    | —                    | —                    | NC                   | —                    | 17                   | —                    | —                    | —                    | —                    | —                    | Universum                                       |
| 1979                                                                             | Longtemps je t'aimerai                                                                      | —                    | —                    | NC                   | —                    | 15                   | —                    | —                    | —                    | —                    | —                    | Single hors album                               |
| 1980                                                                             | Lost in Love (featuring Florence Warner)                                                    | —                    | 3                    | NC                   | —                    | —                    | —                    | 4                    | —                    | —                    | —                    | Man of the World                                |
| 1980                                                                             | I Need You                                                                                  | —                    | —                    | NC                   | —                    | 33                   | —                    | —                    | —                    | —                    | —                    | Man of the World                                |
| 1980                                                                             | Sorry                                                                                       | —                    | —                    | NC                   | —                    | —                    | —                    | —                    | —                    | —                    | —                    | Man of the World                                |
| 1980                                                                             | Canción de boda                                                                             | —                    | —                    | NC                   | 19                   | —                    | —                    | —                    | —                    | —                    | —                    | Hombre del mundo                                |
| 1981                                                                             | Si j'étais roi de la terre                                                                  | —                    | —                    | NC                   | —                    | 34                   | —                    | —                    | —                    | —                    | —                    | Single hors album                               |
| 1981                                                                             | Race to the End (anglais) La Course infinie (français)                                      | —                    | —                    | NC                   | —                    | 47 (fr)              | —                    | —                    | —                    | —                    | —                    | Demis                                           |
| 1981                                                                             | Je t'aime mon amour (avec Vicky Leandros)                                                   | —                    | —                    | NC                   | —                    | —                    | —                    | 41                   | —                    | —                    | —                    | Single hors album                               |
| 1982                                                                             | Lament (anglais) Au nom de l'amitié (français)                                              | —                    | —                    | NC                   | —                    | 54 (fr)              | —                    | —                    | —                    | —                    | —                    | Demis                                           |
| 1982                                                                             | Follow Me (en)                                                                              | —                    | 32                   | NC                   | —                    | 58                   | —                    | 27                   | —                    | —                    | —                    | Attitudes                                       |
| 1983                                                                             | Jay                                                                                         | —                    | —                    | NC                   | —                    | —                    | —                    | —                    | —                    | —                    | —                    | Single hors album                               |
| 1984                                                                             | Love Me Tender                                                                              | —                    | —                    | NC                   | —                    | —                    | —                    | —                    | —                    | —                    | —                    | Reflection                                      |
| 1985                                                                             | Anytime at All                                                                              | —                    | —                    | NC                   | —                    | —                    | —                    | —                    | —                    | —                    | —                    | Senza tempo                                     |
| 1985                                                                             | Amis pour la vie                                                                            | —                    | —                    | NC                   | —                    | —                    | —                    | —                    | —                    | —                    | —                    | Greater Love                                    |
| 1985                                                                             | Island of Love                                                                              | —                    | —                    | NC                   | —                    | —                    | —                    | 28                   | —                    | —                    | —                    | Greater Love                                    |
| 1986                                                                             | Summer in Her Eyes                                                                          | —                    | —                    | NC                   | —                    | —                    | —                    | 32                   | —                    | —                    | —                    | Greater Love                                    |
| 1986                                                                             | Summerwine (avec Nancy Boyd)                                                                | —                    | —                    | NC                   | —                    | —                    | —                    | 44                   | —                    | —                    | —                    | Greater Love                                    |
| 1986                                                                             | Tropicana Bay (avec Nancy Boyd)                                                             | —                    | —                    | NC                   | —                    | —                    | —                    | —                    | —                    | —                    | —                    | Greater Love                                    |
| 1987                                                                             | Quand je t'aime                                                                             | —                    | —                    | NC                   | —                    | 3                    | —                    | —                    | —                    | —                    | —                    | Le Grec                                         |
| 1987                                                                             | Rain and Tears [Live]*                                                                      | —                    | —                    | NC                   | —                    | 31                   | —                    | 60                   | —                    | —                    | —                    | The Story of Demis Roussos                      |
| 1987                                                                             | Marie Jolie*                                                                                | —                    | —                    | NC                   | —                    | —                    | —                    | —                    | —                    | —                    | —                    | The Story of Demis Roussos                      |
| 1987                                                                             | It's Five O'Clock*                                                                          | —                    | —                    | NC                   | —                    | —                    | —                    | —                    | —                    | —                    | —                    | The Story of Demis Roussos                      |
| 1987                                                                             | What Child Is This (en)                                                                     | —                    | —                    | NC                   | —                    | —                    | —                    | —                    | —                    | —                    | —                    | Come All Ye Faithful                            |
| 1987                                                                             | Silent Night                                                                                | —                    | —                    | NC                   | —                    | —                    | —                    | —                    | —                    | —                    | —                    | Come All Ye Faithful                            |
| 1988                                                                             | Prier                                                                                       | —                    | —                    | NC                   | —                    | 46                   | —                    | —                    | —                    | —                    | —                    | Le Grec                                         |
| 1988                                                                             | Le Grec                                                                                     | —                    | —                    | NC                   | —                    | —                    | —                    | —                    | —                    | —                    | —                    | Le Grec                                         |
| 1988                                                                             | Time                                                                                        | —                    | —                    | NC                   | —                    | —                    | —                    | 57                   | —                    | —                    | —                    | Time                                            |
| 1988                                                                             | My Song of Love                                                                             | —                    | —                    | NC                   | —                    | —                    | —                    | —                    | —                    | —                    | —                    | Time                                            |
| 1989                                                                             | Dance of Love                                                                               | —                    | —                    | NC                   | —                    | —                    | —                    | —                    | —                    | —                    | —                    | Time                                            |
| 1989                                                                             | Mamy Blue                                                                                   | —                    | —                    | NC                   | —                    | —                    | —                    | —                    | —                    | —                    | —                    | Time                                            |
| 1989                                                                             | Young Love (avec Drafi Deutscher)                                                           | —                    | —                    | NC                   | —                    | —                    | —                    | —                    | —                    | —                    | —                    | Voice and Vision                                |
| 1989                                                                             | On écrit sur les murs                                                                       | —                    | —                    | NC                   | —                    | 4                    | —                    | —                    | —                    | —                    | —                    | Voice and Vision                                |
| 1989                                                                             | Magdalena                                                                                   | —                    | —                    | NC                   | —                    | —                    | —                    | —                    | —                    | —                    | —                    | Voice and Vision                                |
| 1989                                                                             | Spleen                                                                                      | —                    | —                    | NC                   | —                    | —                    | —                    | —                    | —                    | —                    | —                    | Le Grec                                         |
| 1990                                                                             | Même si (Petite fille)                                                                      | —                    | —                    | —                    | —                    | —                    | —                    | —                    | —                    | —                    | —                    | Voice and Vision                                |
| 1990                                                                             | Poésie                                                                                      | —                    | —                    | —                    | —                    | —                    | —                    | —                    | —                    | —                    | —                    | Photo Fixe                                      |
| 1993                                                                             | Tous les je vous aime                                                                       | —                    | —                    | —                    | —                    | —                    | —                    | —                    | —                    | —                    | —                    | Insight                                         |
| 1993                                                                             | Morning Has Broken                                                                          | —                    | —                    | —                    | —                    | —                    | —                    | —                    | —                    | —                    | —                    | Insight                                         |
| 1995                                                                             | Eleni                                                                                       | —                    | —                    | —                    | —                    | —                    | —                    | —                    | —                    | —                    | —                    | Demis Roussos in Holland                        |
| 1995                                                                             | On My Own (avec Rob de Nijs)                                                                | —                    | 50                   | —                    | —                    | —                    | —                    | —                    | —                    | —                    | —                    | Demis Roussos in Holland                        |
| 1995                                                                             | Mon amour (avec Anny Schilder)                                                              | —                    | —                    | —                    | —                    | —                    | —                    | —                    | —                    | —                    | —                    | Demis Roussos in Holland                        |
| 1995                                                                             | Princesse Rebelle (bande originale de la saga d'été Sandra, Princesse Rebelle)              |                      |                      |                      |                      |                      |                      |                      |                      |                      |                      |                                                 |
| 1997                                                                             | Dinata                                                                                      | —                    | —                    | —                    | —                    | —                    | —                    | —                    | —                    | —                    | —                    | Mon île                                         |
| 2009                                                                             | Love Is                                                                                     | —                    | —                    | —                    | —                    | —                    | —                    | —                    | —                    | —                    | —                    | Demis                                           |
| « — » indique que le single n'est pas sorti ou ne s'est pas classé dans le pays. |                                                                                             |                      |                      |                      |                      |                      |                      |                      |                      |                      |                      |                                                 |

La mention « NC » signifie que le classement dans sa version actuelle a été établie ultérieurement et que les données de l'époque sont incompatibles et/ou indisponibles.
* Remakes d'anciens succès de Aphrodite's Child tirés du double album The Story of Demis Roussos. Les singles sont sortis sur le label BR Music. Rain and Tears a été enregistré en direct lors du concert Goud van Oud Live le 10 avril 1987 à Rosmalen. Marie Jolie et It's Five O'Clock sont des enregistrements studio.

### Singles en collaboration
| Date | Titre                                                                                                  | Meilleures positions |
| Date | Titre                                                                                                  | NED                  |
| ---- | --- | -------------------- |
| 1971 | Auntie (Vicky Leandros, Demis Roussos, Sandra & Andres, Enrico Macias, Hildegard Knef et Alice Babs)   | 4                    |
| 1974 | Le Tour du monde des amoureux de Peynet (Ennio Morricone et Demis Roussos - sorti au Japon uniquement) | —                    |
| 2001 | Faraway (Demis Roussos featuring Hasna)                                                                | —                    |